# Kreistenbach
Der Kreistenbach ist ein Bach in Oberbayern. Er entsteht als Oberlauf Angerbach nördlich, unterhalb der Trauchberge, durchfließt dann den Fronreitener See. Ab dort wird er Kreistenbach genannt und fließt weiter nordwärts in Richtung Steingaden. Der kurze Unterlauf von Steingaden zur Mündung in die Illach wird Neuhauser Bach genannt.